# Noah Saavedra

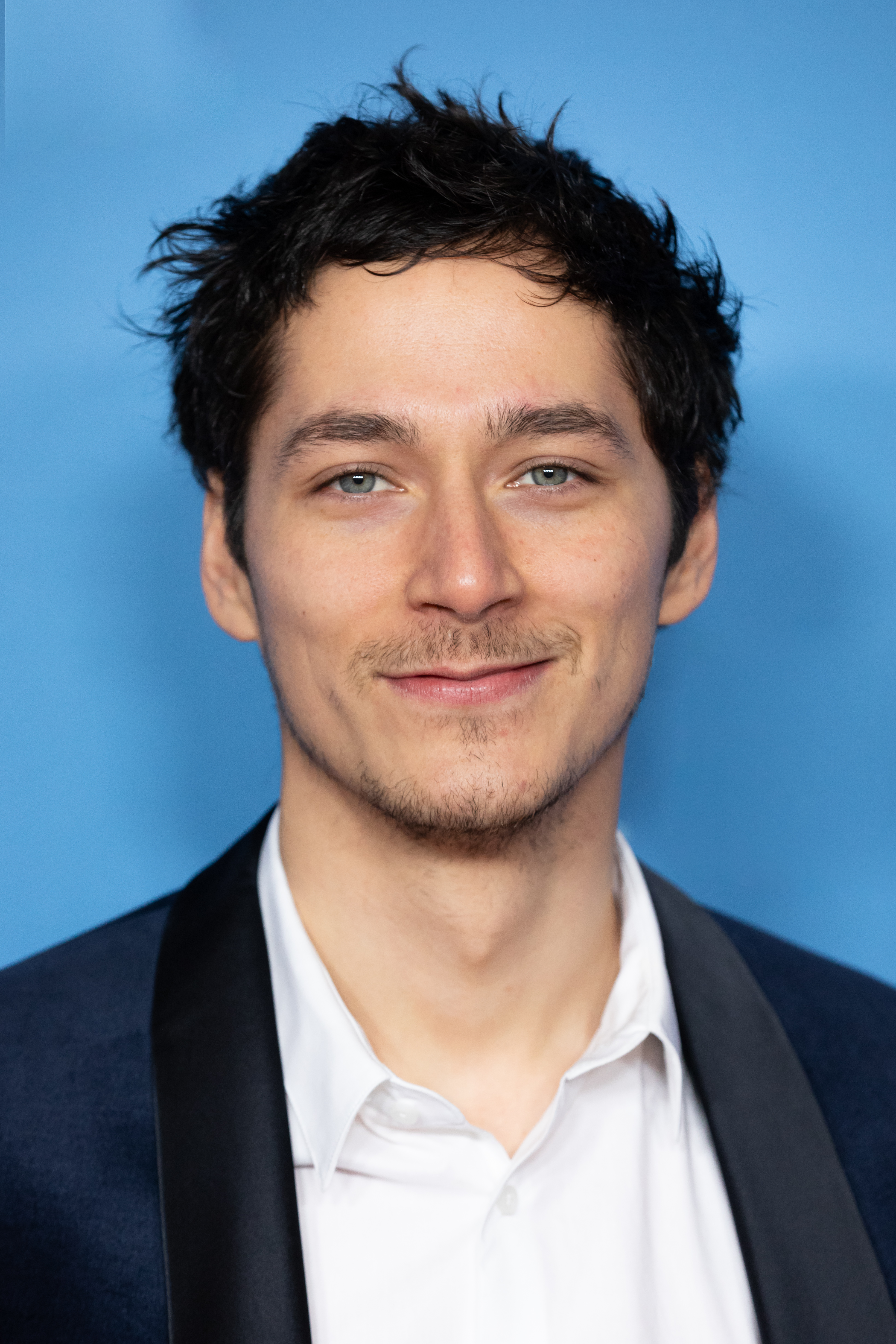
Noah Saavedra auf der Berlinale 2020

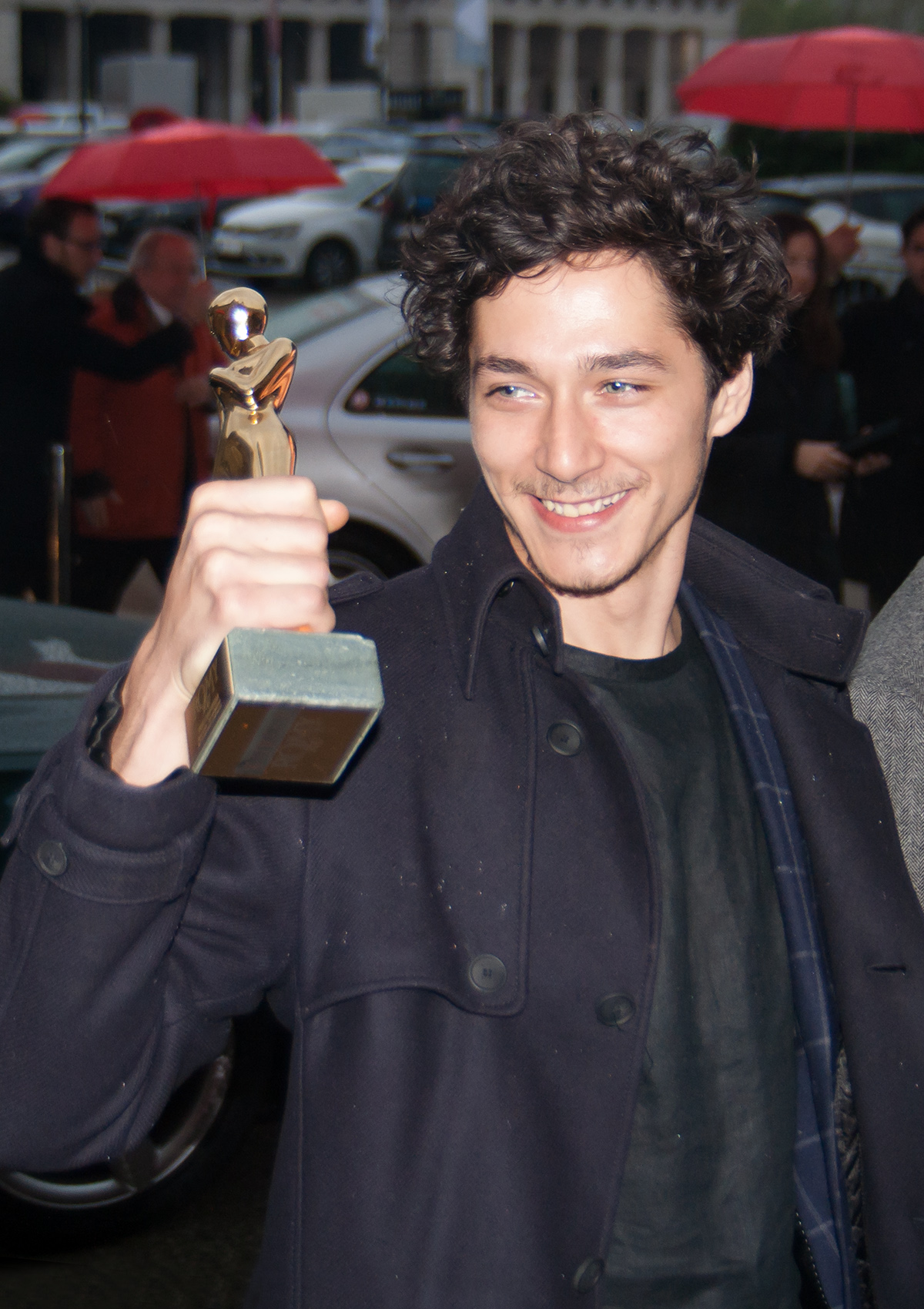
Noah Saavedra (Romy 2017)

Noah Saavedra (* 13. Februar 1991 in Oberpullendorf, Burgenland) ist ein österreichischer Filmschauspieler.

## Leben
Noah Saavedra hat chilenische Wurzeln; sein Großvater war wegen des Militärregimes unter Augusto Pinochet von Chile nach Österreich geflohen. Noah Saavedra spricht daher auch fließend Spanisch.
Nach dem Pflichtschulabschluss sammelte er von 2012 bis 2013 am Burgtheater in Wien erste Schauspielerfahrungen. Danach studierte er von 2013 bis 2015 Schauspiel am Konservatorium der Stadt Wien. Ab Herbst 2015 war Saavedra als Student an der Hochschule für Schauspielkunst „Ernst Busch“ Berlin eingeschrieben.
Seine erste Filmrolle übernahm er 2015 im James-Bond-Abenteuer Spectre, welches in Österreich gedreht wurde und in welchem er einen Snowboarder verkörperte. 2016 war er als Egon Schiele in Egon Schiele: Tod und Mädchen zu sehen.
Seit 2019 ist er Ensemblemitglied am Münchner Residenztheater.
Neben seiner Arbeit als Schauspieler ist Saavedra als Model tätig.

## Filmografie (Auswahl)
- 2015: James Bond 007: Spectre (Spectre)
- 2016: Egon Schiele: Tod und Mädchen
- 2018: Der Zürich-Krimi: Borchert und die Macht der Gewohnheit
- 2018: CopStories (TV-Serie) – Haasse Luft
- 2019: O Beautiful Night
- 2019: Lotte am Bauhaus
- 2020: Bad Banks (Staffel 2, 6 Folgen)
- 2020: Freud (Fernsehserie)
- 2020: Und morgen die ganze Welt
- 2020: Hochwald
- 2021: Everything Will Change
- 2022: Schweigend steht der Wald
- 2025: Das zweite Attentat (Fernsehserie)

## Auszeichnungen
- Romyverleihung 2017 – Bester Nachwuchs männlich[3]
- 2018: O.E. Hasse-Preis[4]